# Marcella Filippi
Marcella Filippi, född 27 september 1985, är en italiensk basketspelare. 
Filippi deltog vid olympiska sommarspelen 2020 och var en del av Italiens lag som blev utslagna i kvartsfinalen i tremannabasket.